# Aortite
 Mise en garde médicale
Une aortite est une inflammation de l'aorte.

## Causes
Des multiples causes sont possibles, dont : 
- trauma,
- infection virale,
- certains désordres immunitaires, dont maladie autoimmunes
- infection bactérienne, dont syphilis (pouvant causer l'aortite syphilitique[1]

## Traitement
Ils dépendent de la gravité de l'inflammation et de ses effets, mais le médecin cherche à traiter l'inflammation, ses complications, ainsi qu'à prévenir et suivre les ré-occurrences.

## Évolution
Sans soins adaptés, la maladie évolue en 3 phases :
- phase inflammatoire précoce ;
- inflammation vasculaire avec douleur secondaire et sensibilité à la palpation ;
- symptômes d'ischémie et  douleur associée à l'usage des membres (avec sensation de membres froids et moites).